# Николайчук (платформа)
Николайчук — остановочный пункт Сахалинского региона Дальневосточной железной дороги. Назван по одноимённому селу.

## История
Открыт в 1926 году в составе пускового участка Южно-Сахалинск (Тоёхара) — Холмск (Тэй). (Сквозное движение открыто в 1928 году), носил название Икенохата, как и близлежащее село.
В 1946 году получил своё современное название в честь переименованного села. Позднее на платформе был установлен памятник сержанту Николайчуку, в честь которого названо село.
В 1994 году после демонтажа участка Николайчук — Новодеревенская остановочный пункт был до мая 2021 года конечным на малодеятельной ветке.

## Описание
Представляет собой малодеятельный остановочный пункт на однопутной тупиковой ветке, на который прибывает поезд. По заявкам от платформы организуется развозка дачников к прилегающим дачным массивам до тупиковой призмы в начале тоннеля на 74 км бывшей линии Холмск — Южно-Сахалинск.

## Деятельность
По состоянию на май 2020 года платформа обслуживает 2 пары пригородных дизельных поездов Холмск-Сортировочный — 77 км.

## Перспективы
В отдалённой перспективе платформу Николайчук вместе с прилегающей веткой планируется включить в планируемый природно-технический заповедник на базе бывшей железной дороги Холмск — Южно-Сахалинск